# 駐日イタリア大使館
駐日イタリア大使館（ちゅうにちいたりあたいしかん、イタリア語: Ambasciata d'Italia in Giappone、英語: Embassy of Italy in Japan）は、イタリアが日本の首都東京に設置している大使館である。在東京イタリア大使館（イタリア語: Ambasciata d'Italia a Tokyo）とも呼称される。

## 歴史
幕末の1866年に日伊修好通商条約を締結したことで日伊両国の間に初めて外交関係が結ばれたが、国交樹立直後の駐日イタリア外交使節団がどこに代表部を置いていたかは定かではない。現在のイタリア大使館がある敷地は、かつて旧伊予松山藩邸であったものを1924年まで松方正義公爵が住居として使っていた邸宅（旧松方公爵邸）であった。
松方公爵没後の1928年、日本政府から新しいイタリア大使館の敷地所として旧松方公爵邸へ移転することを提案され、翌1929年に両者の間で合意がまとまり、1932年に旧大使館を引き払って現在の三田二丁目（綱町）の敷地に移転した。なお1928年には日光中禅寺湖畔にアントニン・レーモンド設計の大使館別荘を建設、1997年まで使用されている（のちに栃木県が買い取り、「イタリア大使館別荘記念公園」として一般公開された）。

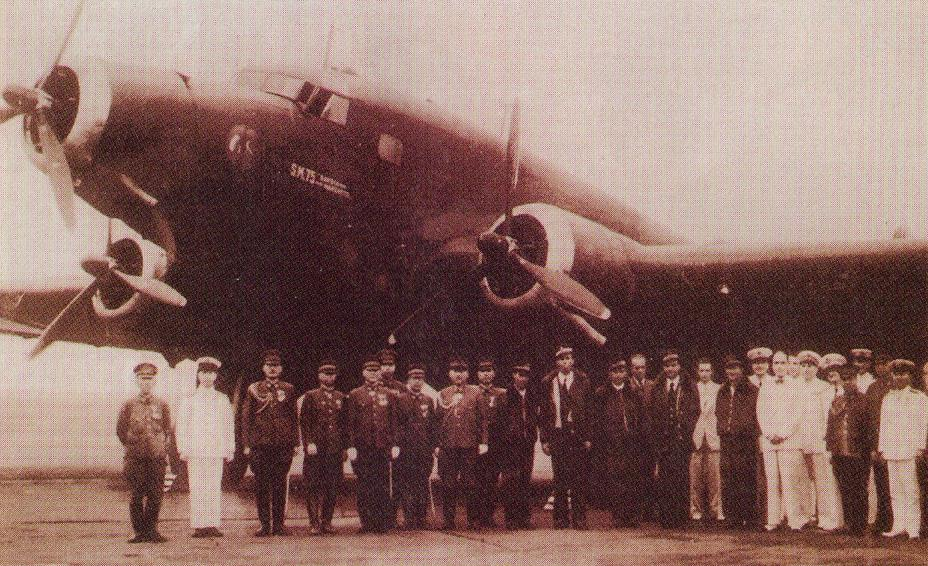
サヴォイア・マルケッティ SM.75 GA RTの前に立つ日伊の軍関係者（1942年7月）

第二次世界大戦中は、1942年7月に来た連絡機でわずかながら本国との手紙で連絡が取れたものの、1943年9月のイタリアの敗戦後には日本が承認したイタリア社会共和国側に付くか、連合国側のイタリア王国側につくかでその地位が明確に振り分けられた。
イタリア大使館内でイタリア王国側についたものはマリオ・インデルリ大使以下武官を含む約50人で、2人のみがイタリア社会共和国側についた。その後イタリア社会共和国側についた者もおり、代理大使としてオメロ・プリンチピニが就任した。イタリア社会共和国側につくことを拒否したものは、警察の監視下のもとで外交官は東京の田園調布にあるサンフランシスコ修道院で終戦までの間を過ごした。その後、1945年4月の東京大空襲で大使官邸が焼け落ちて事務所もかなりの被害を受けてしまった。大戦末期には大使館の拠点を軽井沢の尾崎行雄別荘に移転、また箱根の富士屋ホテルにも大使館員が疎開した。
1960年代にイタリアの建築家ピエール＝フランチェスコ・ボルゲーゼ (Pier Francesco Borghese) と日本の建築家村田政真によって改築案がまとめられ、ボルゲーゼと村田が考案した設計に基いて1965年に新しい大使館が竣工されて、現在に至っている。
敷地内にはイタリア大使の公邸のほか、各省庁の事務所棟が併設されている。また、フェラーリをはじめとする各イタリア企業の発表会やパーティなどにも使用されている。

## 所在地
| 日本語   | 〒108-8302 東京都港区三田2-5-4                                                                        |
| 英語     | 2-5-4 Mita, Minato-ku, Tokyo 108-8302                                                                 |
| アクセス | 都営地下鉄大江戸線赤羽橋駅徒歩6分、三田線/浅草線三田駅A10番出口または山手線・京浜東北線田町駅徒歩15分 |

## 大使
2021年10月27日より、ジャンルイジ・ベネデッティが特命全権大使を務めている。

## ギャラリー

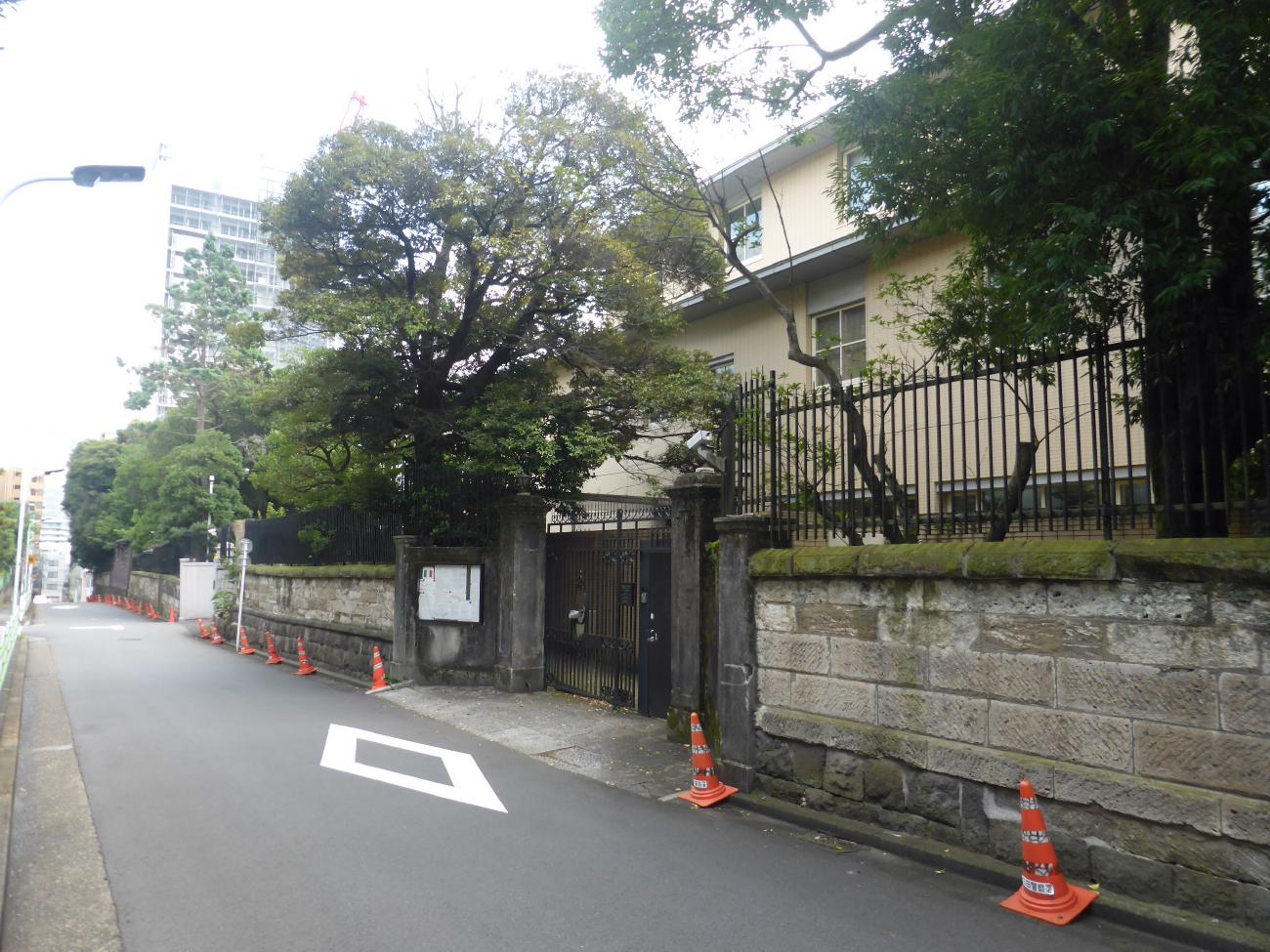
イタリア大使館は大通りから入った所
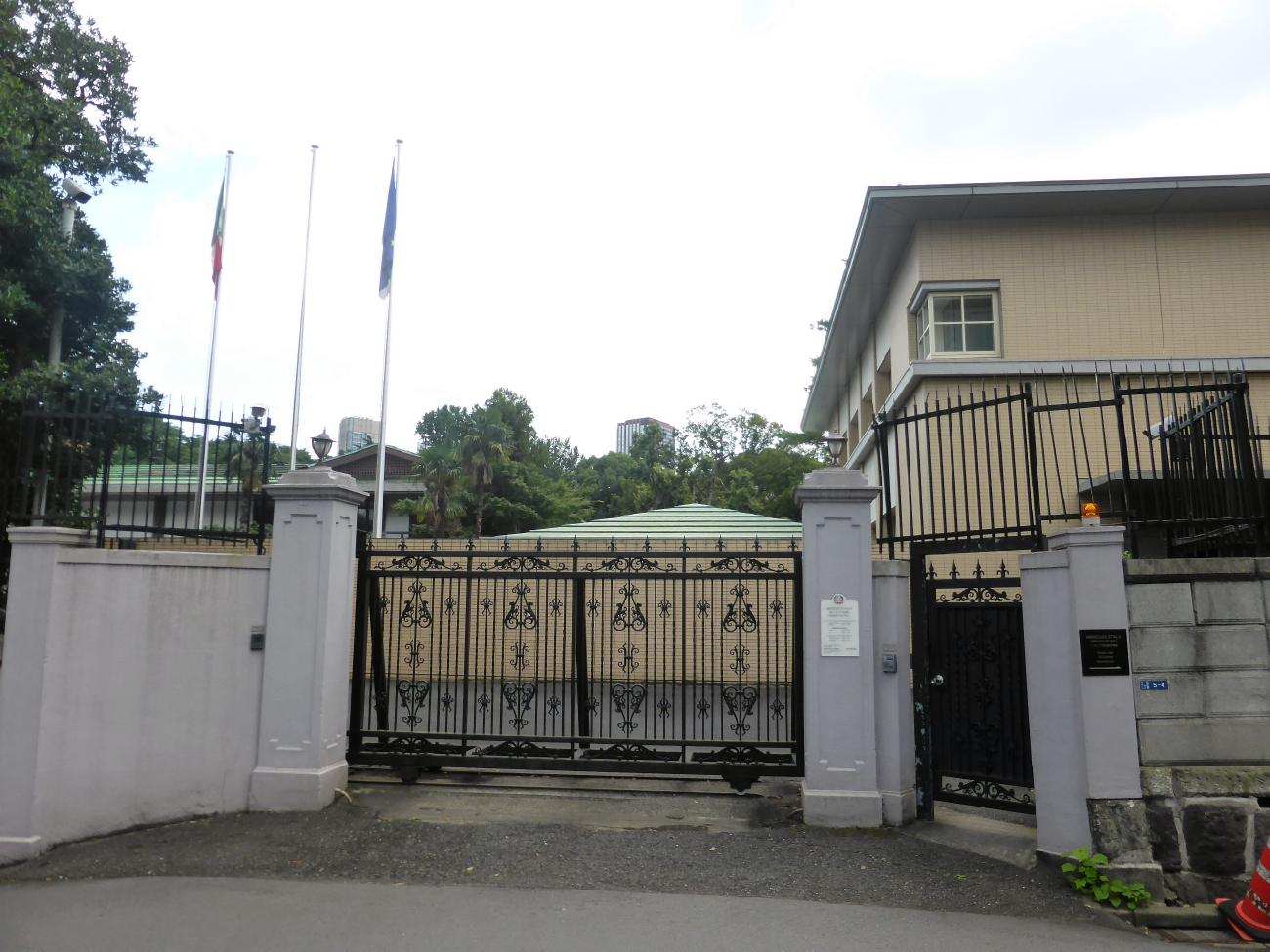
イタリア大使館正門
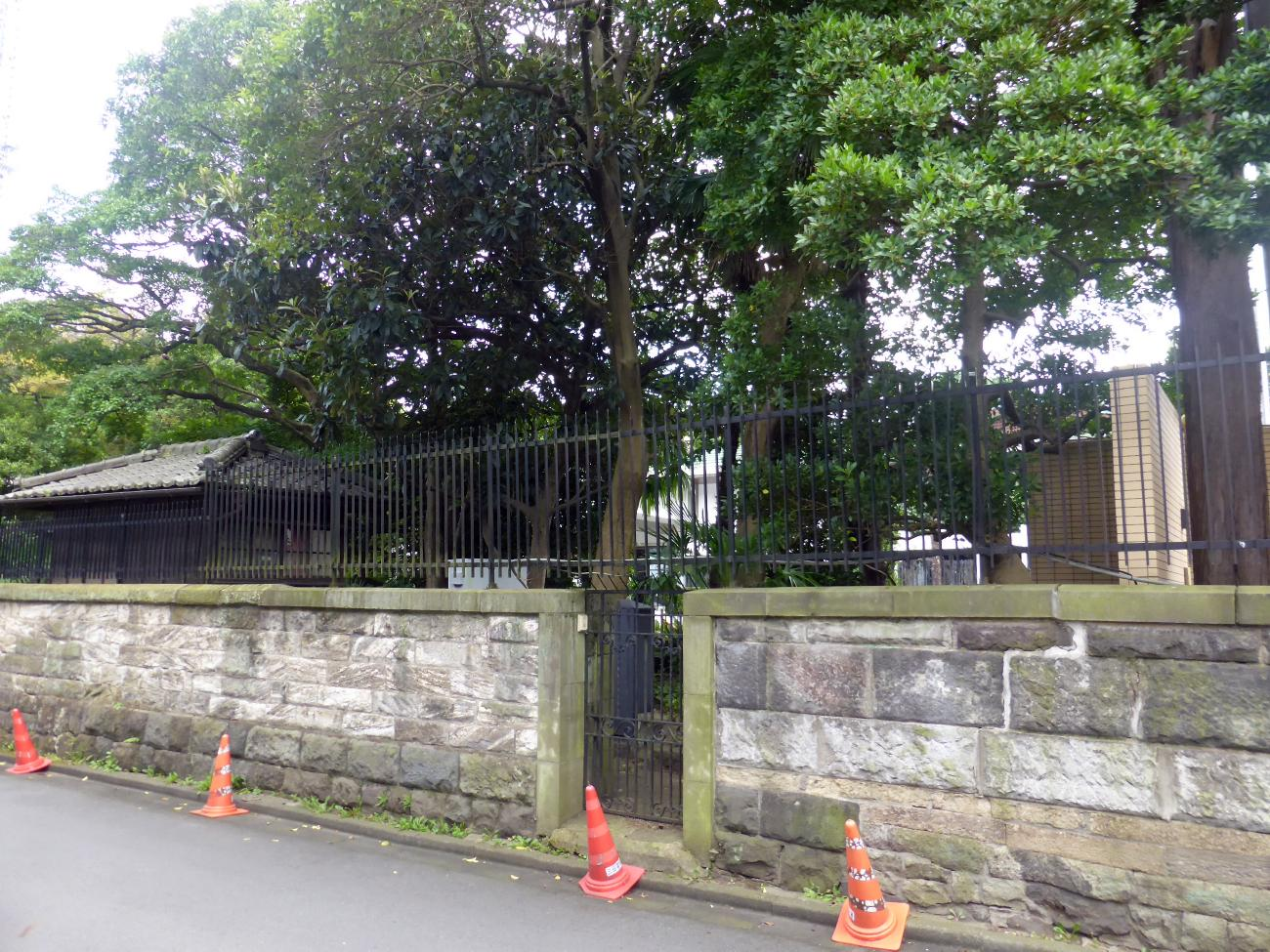
イタリア大使館裏門
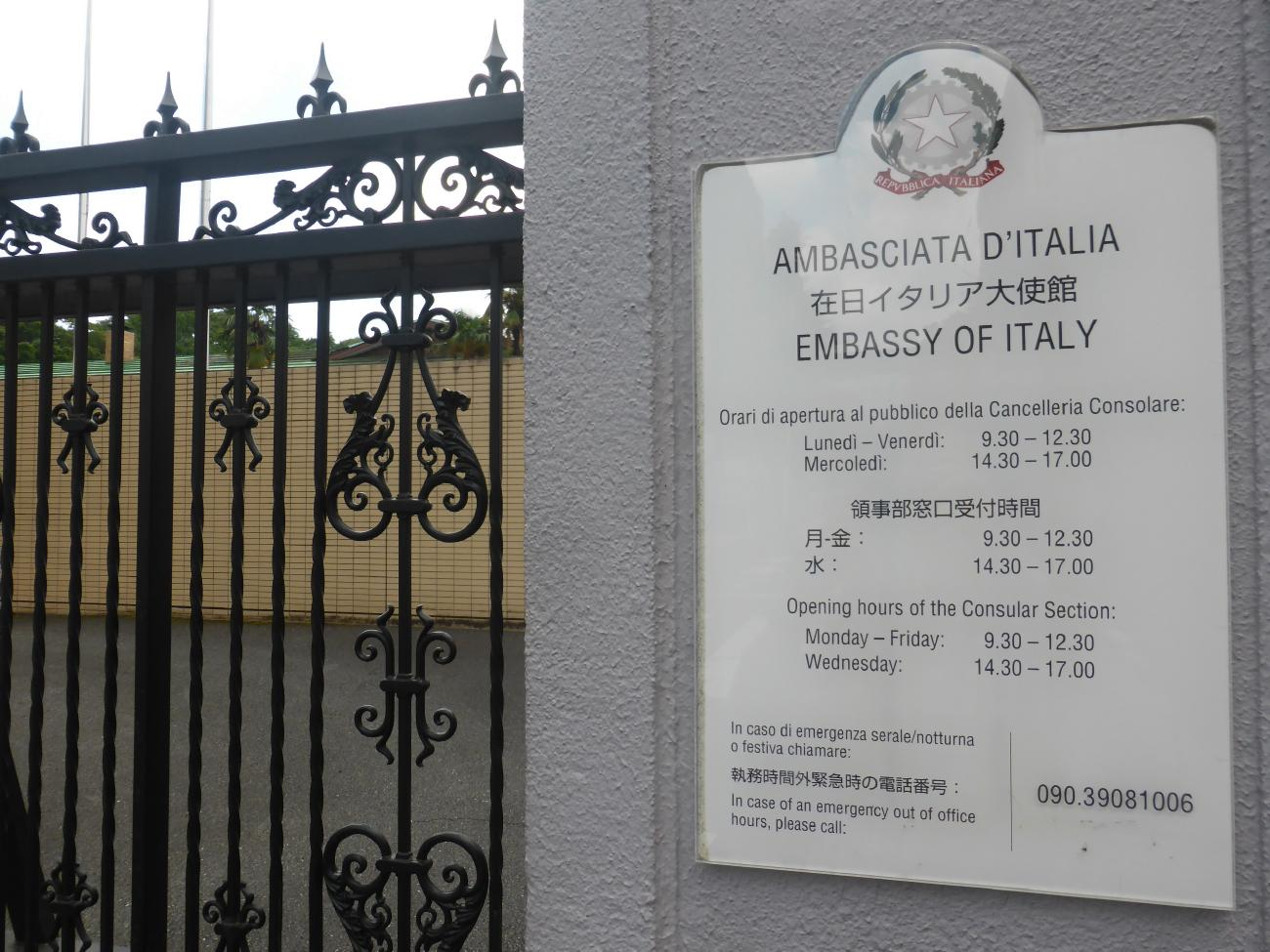
イタリア大使館領事部窓口受付時間
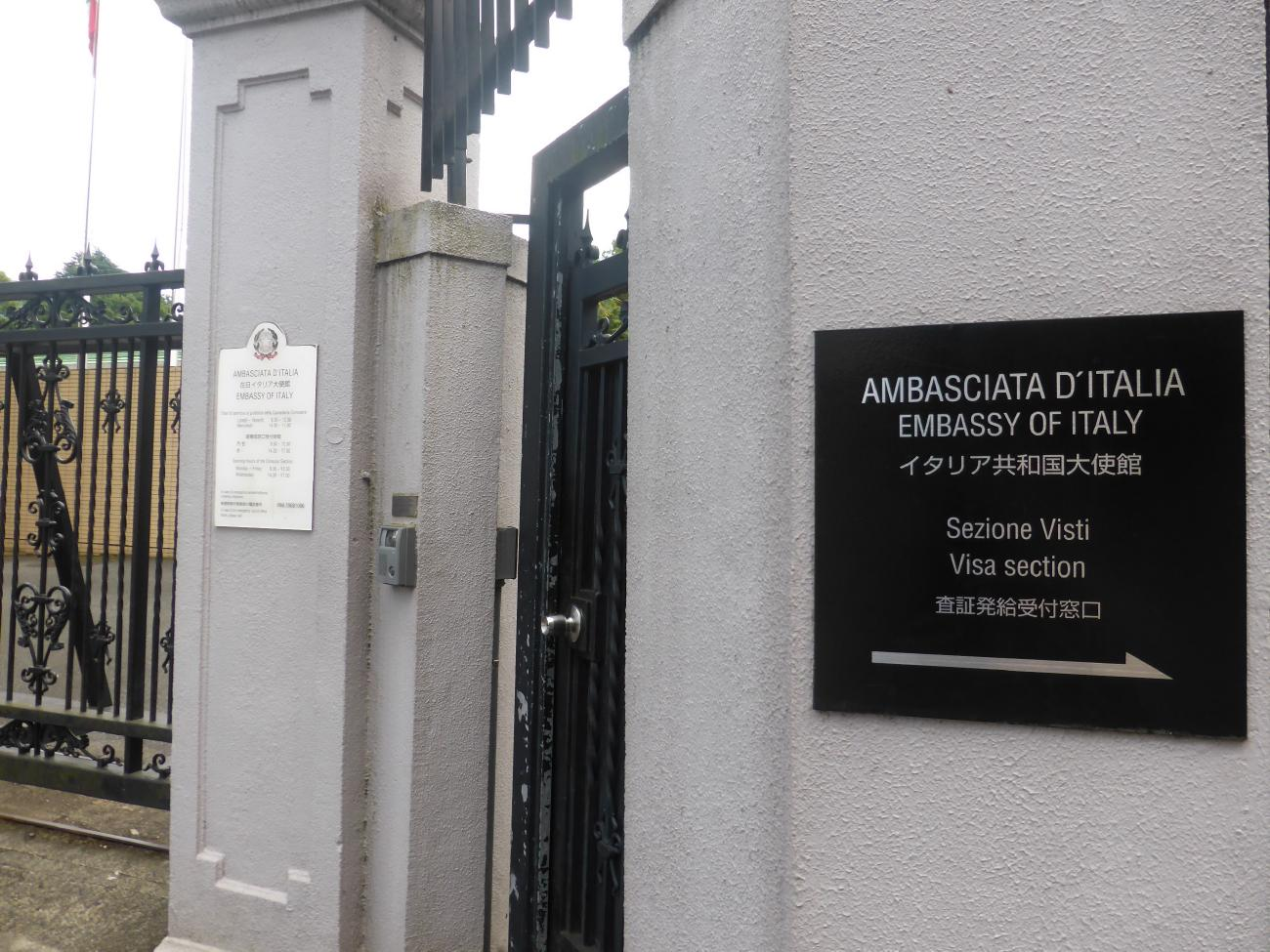
ビザ発給は別のゲートから受け取る
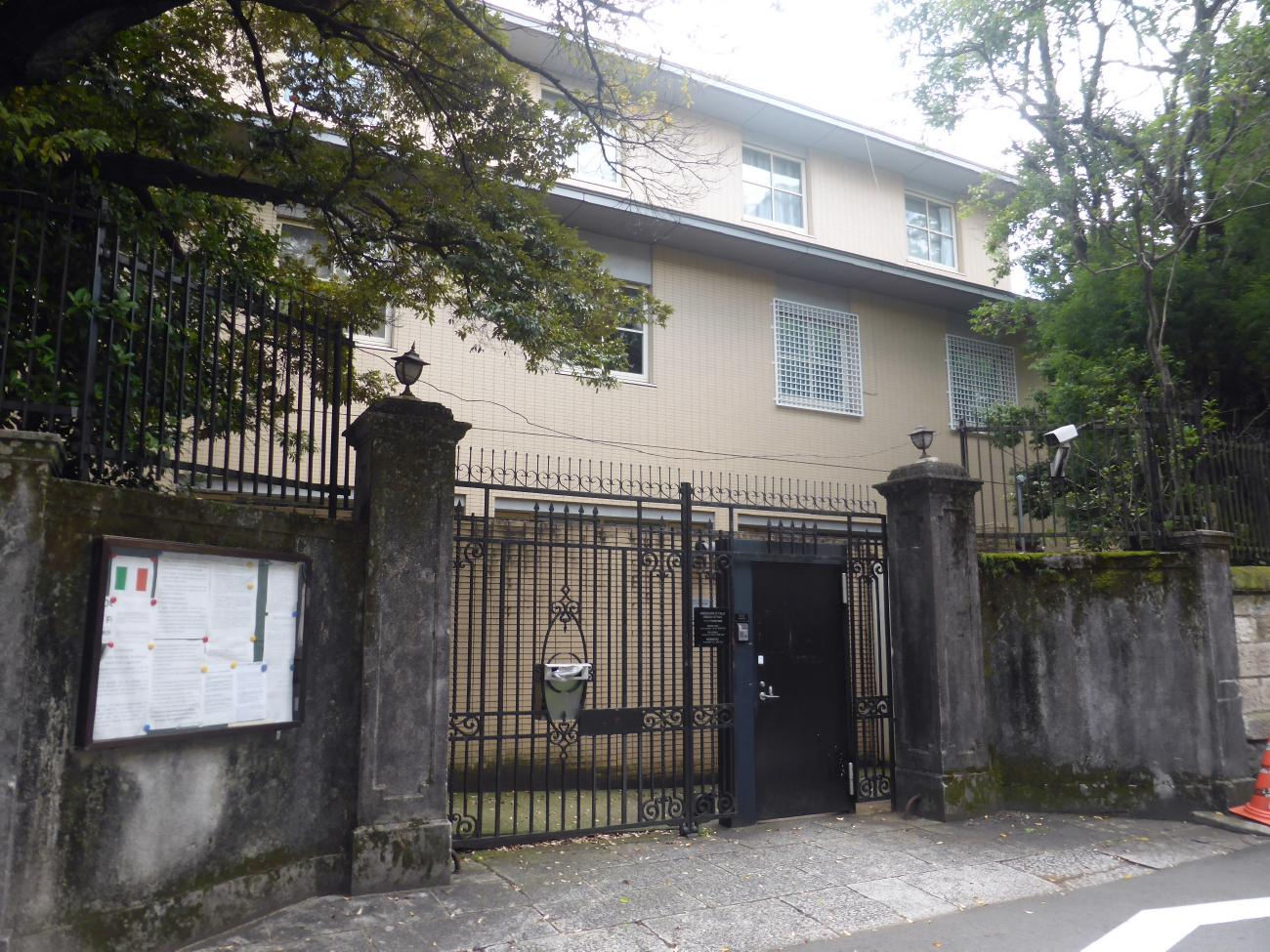
イタリア大使館ビザ発給ゲート
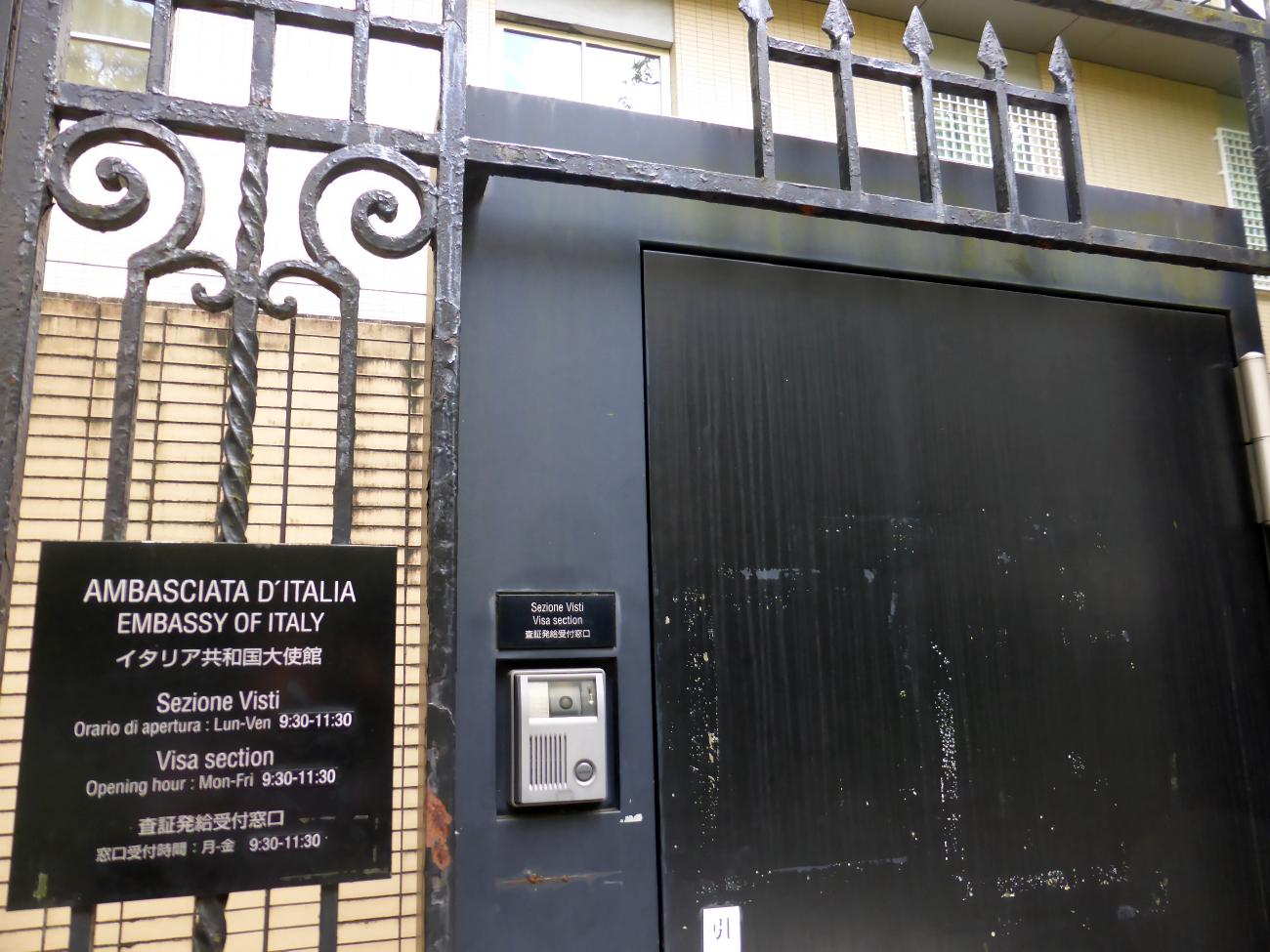
ビザ発給時間は平日の1130まで
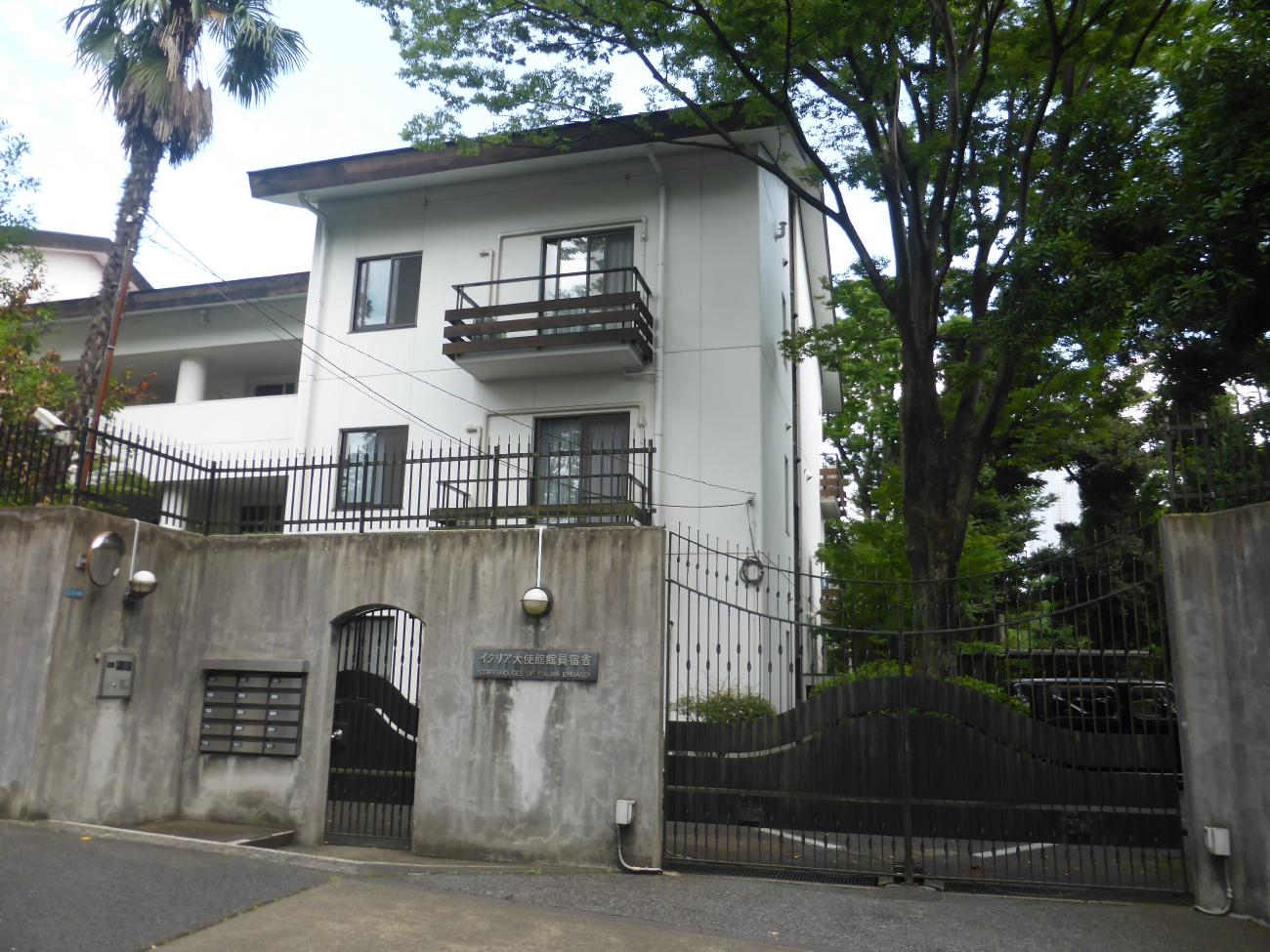
イタリア大使館宿舎
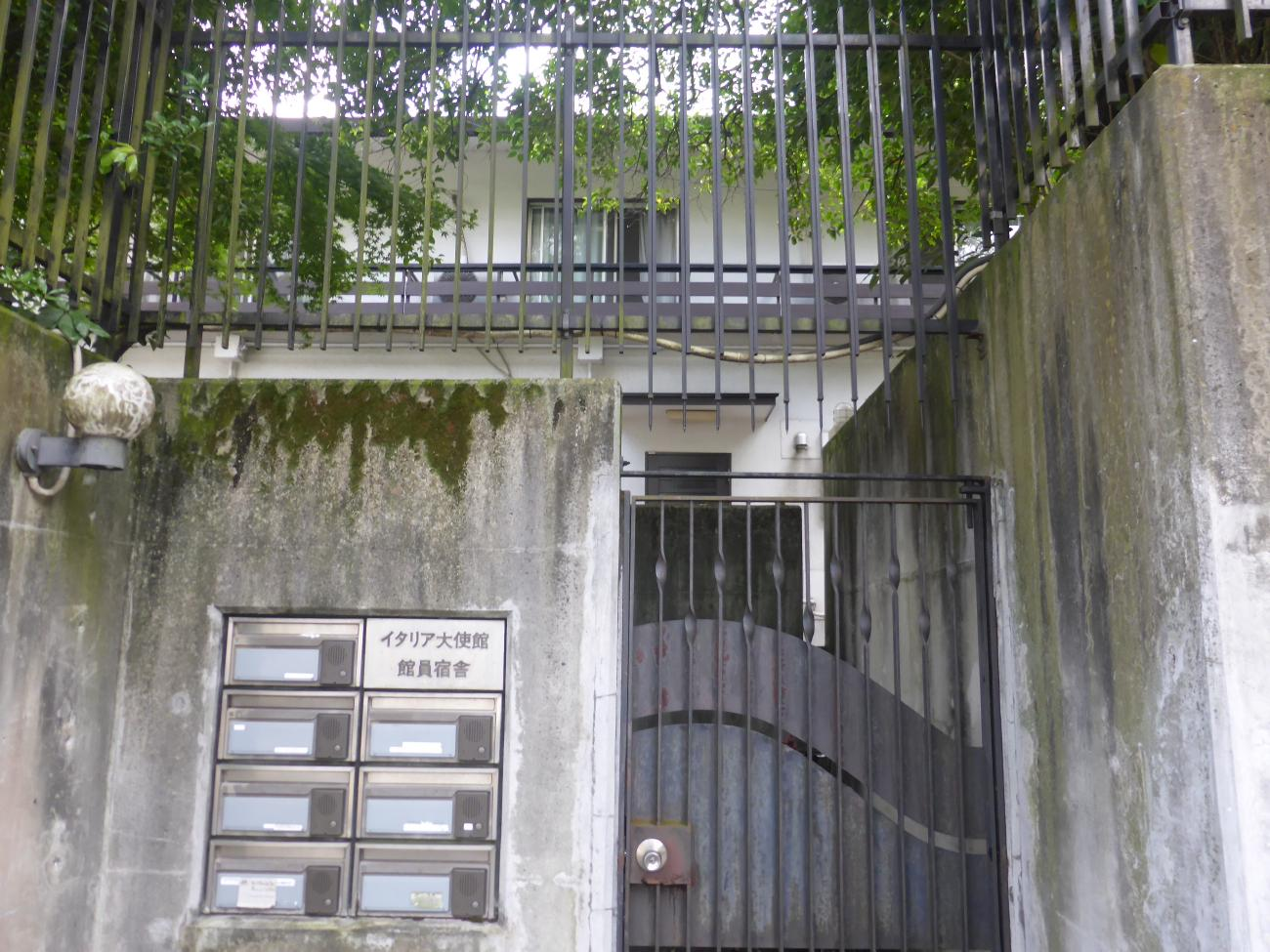
イタリア大使館宿舎ゲート
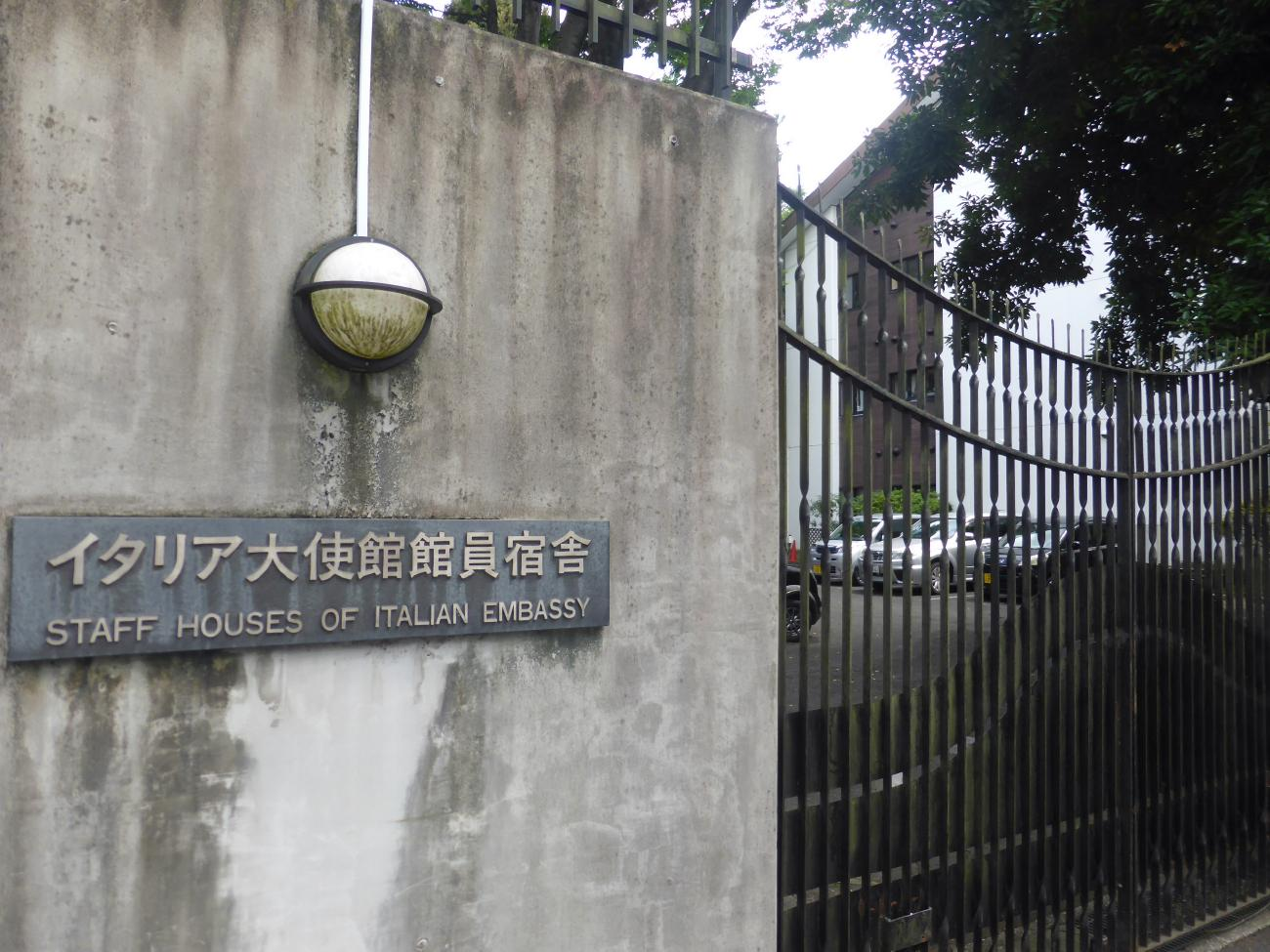
イタリア大使館宿舎入口
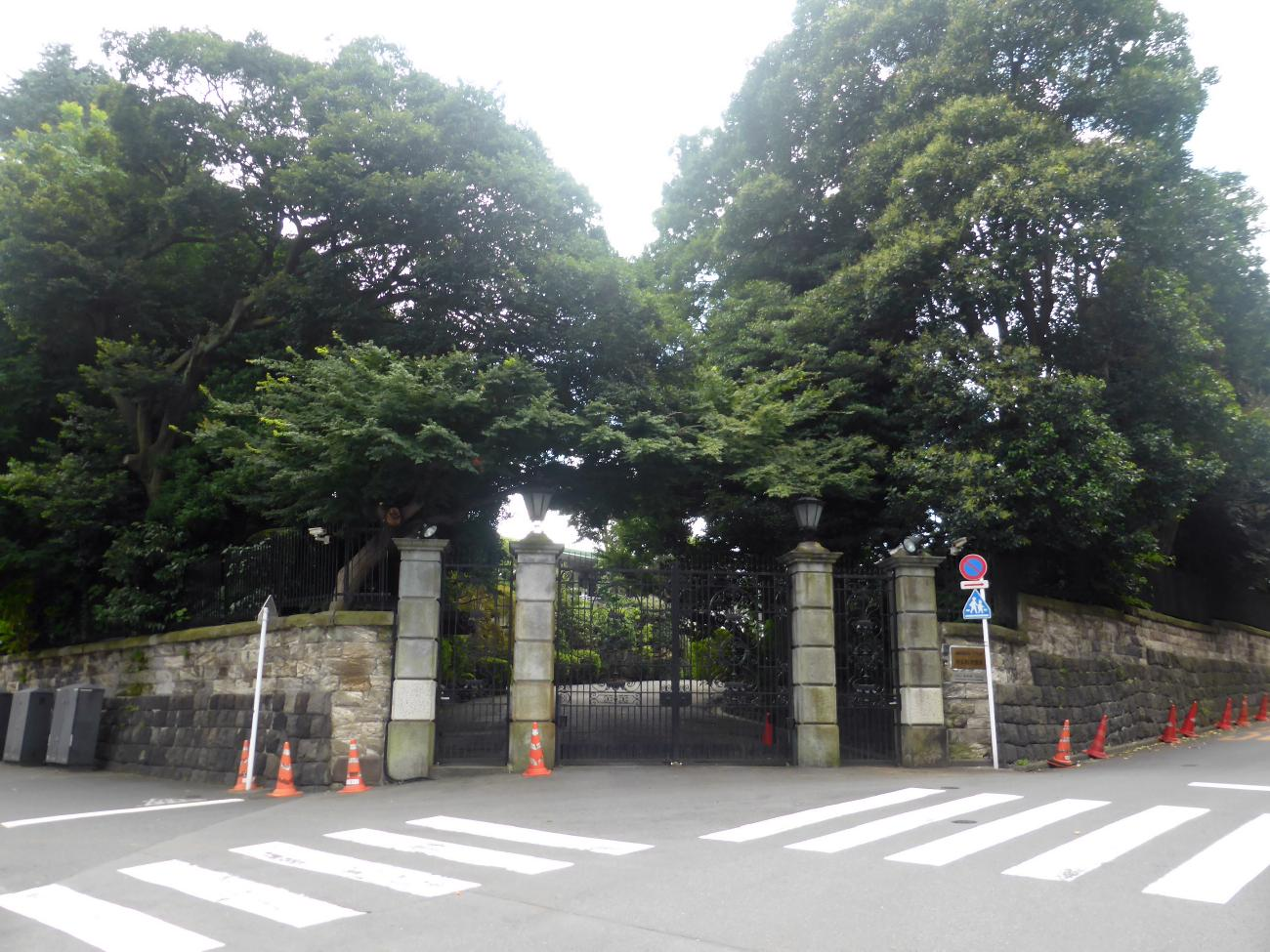
イタリア大使公邸正門
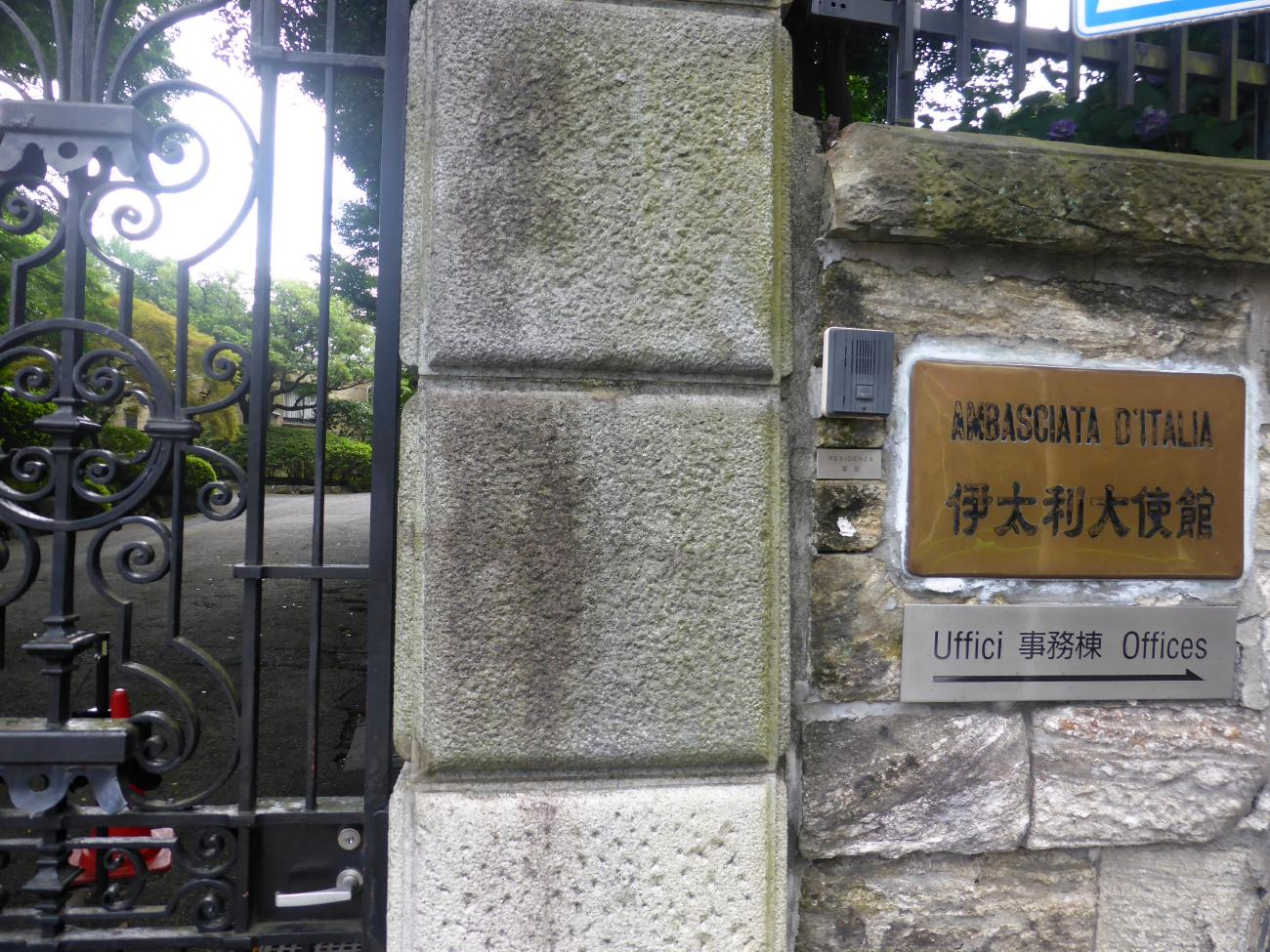
イタリア大使公邸表札